# Dichromodes lissophrica
Dichromodes lissophrica är en fjärilsart som beskrevs av Turner 1930. Dichromodes lissophrica ingår i släktet Dichromodes och familjen mätare. Inga underarter finns listade i Catalogue of Life.